# Bembrops anatirostris
El pico de pato (Bembrops anatirostris) es una especie de pez actinopeterigio marino, de la familia de los percófidos.

## Biología
Característica boca en forma de pico de pato, cuerpo alargado con una longitud máxima descrita de 35 cm, en la aleta dorsal tiene 6 espinas y 15 radios blandos, mientras que en la aleta anal no tiene espinas y presenta 17 a 18 radios blandos.
Es depredador y se alimenta de peces pequeños y camarones. Exhibe dimorfismo sexual con patrones de pigmentos de aleta, papila genital y tamaño, de manera que los machos son más grandes que las hembras.

## Distribución y hábitat
Se distribuye por el oeste del océano Atlántico en las costas de América, así como por el noreste del Golfo de México y gran parte del mar Caribe. Son peces de mares profundos, de comportamiento batipelágico que prefieren una profundidad ente 100 m y 400 m, penetrando también en las aguas de los arrecifes. Es la especie más superficial del género en el Atlántico.